# Baia di Osaka
La baia di Ōsaka (大阪湾?, Ōsaka-wan) è una baia nel Giappone occidentale, all'estremo oriente del mare interno di Seto, separata dal canale di Kii dall'oceano Pacifico e dallo stretto di Akashi dalla parte occidentale del mare interno. La baia è delimitata a ovest dall'isola Awaji e dall'Area metropolitana di Osaka nelle altre direzioni.
I maggiori porti della baia sono quelli di Ōsaka, Kōbe, Nishinomiya, Sakai, Amagasaki e Hannan.
All'interno della baia negli scorsi decenni sono state create diverse isole artificiali, come quelle dell'aeroporto internazionale del Kansai, dell'aeroporto di Kobe, l'isola Rokkō e la Port Island.